# Ena (släkte)
Ena är ett släkte av snäckor som beskrevs av Turton 1831. Ena ingår i familjen barksnäckor.
I Sverige förekommer en art ur släktet, större barksnäcka (Ena montana).